# Cladolabes aciculus
Cladolabes aciculus is een zeekomkommer uit de familie Sclerodactylidae.
De wetenschappelijke naam van de soort werd in 1867 gepubliceerd door Karl Semper.